# Луїджі Монтабоне
Луїджі Монтабоне (італ. Luigi Montabone) (? — 1877) — італійський фотограф-портретист.
Фотографував з 1856 до смерті.
Був особистим королівським фотографом.
Відкрив фотостудії в Римі, Флоренції, Турині і Мілані.

## Галерея

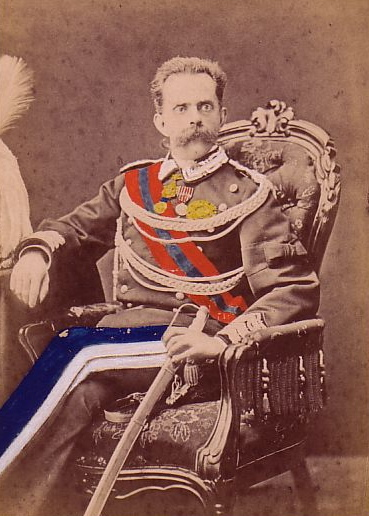
Умберто I, король Італії
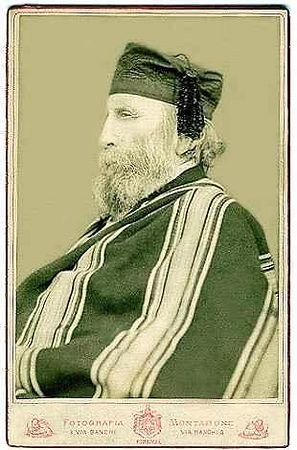
Джузеппе Гарібальді
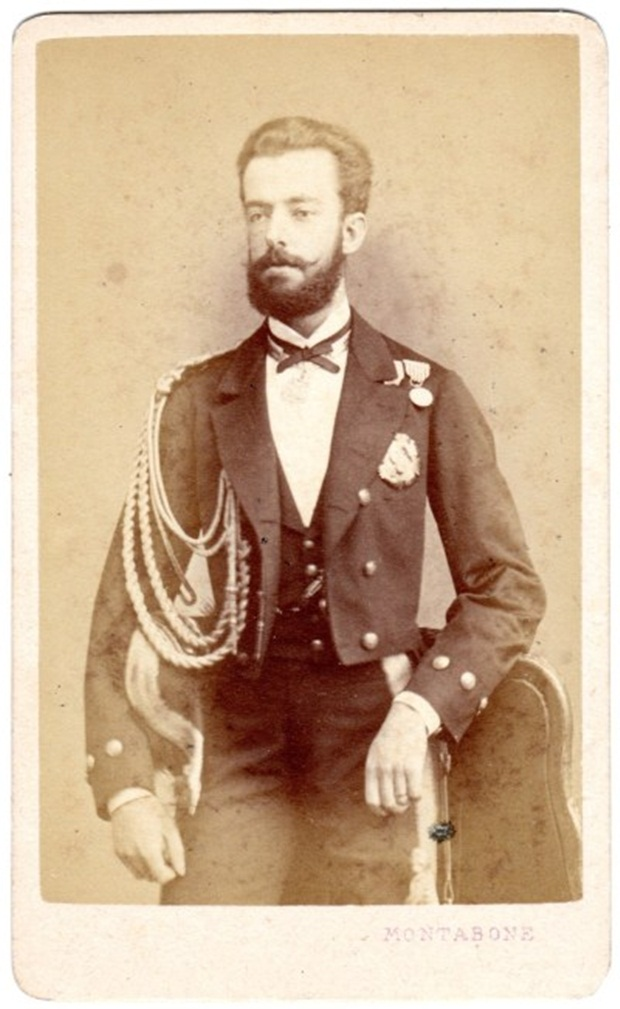
Амадей , король Іспанії
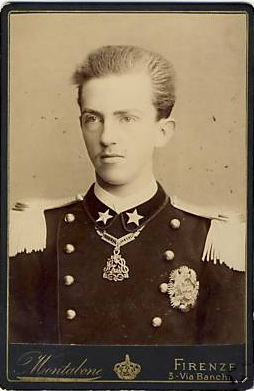
Віктор Емануїл III, король Італії
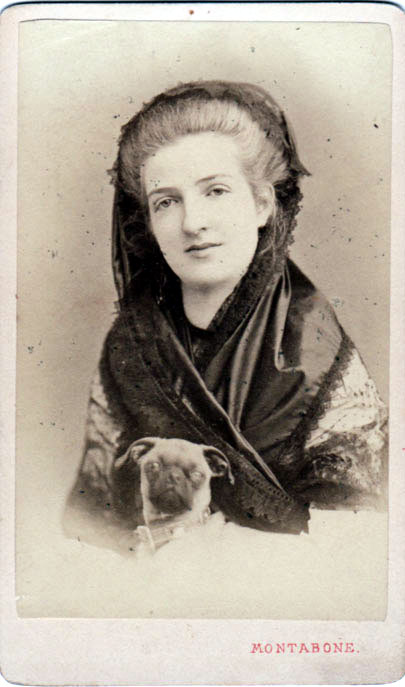
Маргарита Савойська